# 林钟乐
林钟乐（1960年12月—），男，汉族，福建福州人，中华人民共和国政治人物，现任福建省政协党组成员、副主席，中共福建省委副秘书长、办公厅主任。
2023年1月13日，卸任福建省政协副主席职务。